# Іван III Схоластик
Іва́н III Схола́стик  (грец. Ιωάννης Γ΄ Σχολαστικός, ? — 31 серпня 577) — константинопольський патріарх, адвокат, схоластик, християнський святий.

## Життєпис
Патріарх Іван народився в Азії, в місті Антіохії, і перед висвяченням на священника був адвокатом. Антіохійський патріарх вислав його, як свого представника, до Царгороду, де він незабаром став відомий як «вчений схоластик». Коли він видав збірку канонів церковного права, на нього звернув увагу імператор Юстиніан і 12 квітня 565 року покликав його на Царгородського патріарха.
В час свого урядування Іван III побільшив і перевірив свою збірку церковних канонів, додав до неї кілька розділів з цивільного права і цим приготував видання важливої книги церковних законів, що відома в Східній Церкві як «Номоканон».
Святий патріарх Іван ІІІ помер 577 року. Разом зі св. Іваном Церква згадує в церковному богослужінні також двох інших патріархів — Александра і Павла IV. Пам'ять — 12 вересня